# Черняк Володимир Кирилович
Володи́мир Кири́лович Черня́к (26 жовтня 1941, с. Мнишин, Гощанський район, Рівненська область — 18 січня 2021) —Борець за незалежність України у XX сторіччі, один із фундаторів Народного Руху за Перебудову. Делегат Установчих зборів НРУ. Входив до всеукраїнських керівних структур НРУ — член Великої Ради Руху, український економіст і політик. Доктор економічних наук, професор. Народний депутат СРСР (1989—1991), народний депутат України III (1998—2002) та IV (2002—2006) скликань.
Завідувач відділу теорії та методології Інституту економіки НАН України, головний науковий співробітник Науково-дослідного фінансового інституту при Міністерстві фінансів України.
Один із засновників Народного Руху України (з 1999 року — член Українського народного руху, згодом — Української народної партії). Один із 30-ти членів фракції НРУ, хто зрадив Чорновола. Коли він з трибуни Верховної Ради оголошував про усунення Чорновола з посади керівника фракції – комуністи аплодували стоячи.
Кандидат у мери Києва (1994), викривав бандитські методи, системні фальсифікації.

## Діяльність у Верховній Раді України 3 скликання (1998—2002 рр.)
- Був обраний по виборчому округу № 153 Рівненська обл.
- Дата прийняття депутатських повноважень:12.05.1998 р.
- Дата припинення депутатських повноважень:14.05.2002 р.
- Посада: Перший заступник голови Комітету Верховної Ради України з питань економічної політики, управління народним господарством, власності та інвестицій.
- Партійність (на момент виборів): Народний Рух України.
- Фракція: Фракція Народного Руху України[6].

## Діяльність у Верховній Раді України 4 скликання
Був обраний по багатомандатному загальнодержавному округу, виборчий блок політичних партій "Блок Віктора Ющенка «Наша Україна», порядковий номер у списку 47.
- Дата набуття депутатських повноважень: 14 травня 2002 р.
- Дата припинення депутатських повноважень: 25 травня 2006 р.
- Посада: голова підкомітету з питань підприємництва, інвестиційної політики та антимонопольного законодавства Комітету Верховної Ради України з питань економічної політики, управління народним господарством, власності та інвестицій
- Партійність (на час виборів): член РУХу (Українського Народного Руху)
- Член депутатської фракції політичної партії «Реформи і порядок»

Участь у міжпарламентській діяльності:
- Член Постійної делегації в міжпарламентській організації «Постійна делегація в Парламентській асамблеї Організації Чорноморського економічного співробітництва»
- Член Постійної делегації в міжпарламентській організації «Постійна делегація в Міжпарламентській асамблеї держав — учасниць Співдружності Незалежних Держав»
- Член групи з міжпарламентських зв'язків із Турецькою Республікою
- Член групи з міжпарламентських зв'язків із Польською Республікою
- Член групи з міжпарламентських зв'язків із Китайською Народною Республікою
- Член групи з міжпарламентських зв'язків із Великою Британією
- Член групи з міжпарламентських зв'язків із Федеративною Республікою Німеччина
- Член групи з міжпарламентських зв'язків із Республікою Казахстан
- Член групи з міжпарламентських зв'язків із Королівством Таїланд

Черняком як суб'єктом права законодавчої ініціативи було подано 6 законопроєктів (один — Господарський кодекс України став чинним актом) та 25 постанов Верховної Ради України (17 стали чинними актами).
Основною проблемою кризи в Україні Володимир Кирилович вважав відсутність економічної стратегії та небажання проводити реформи. Як пише про нього у своїй книжці Ігор Шаров, пріоритетом своєї політичної діяльності він зробив інтеграцію України до ЄС та зростання платоспроможного попиту.

## Нагороди
- орден «За заслуги» III ступеня (2001) за значний особистий внесок  у  соціально-економічний та культурний розвиток України, вагомі трудові досягнення та з нагоди 10-ї річниці незалежності України[8]

## Науковий доробок
- Розвиток заради порятунку / Шевчук В. Я., Черняк В. К.; Ковальчук Т. Т.; Педан М. П.; Панков О. І. — Київ: Геопринт, 2016. — 183 с. — 500 экз. — ISBN 978-617-674-019-3.
- Черняк В. К. Битва за Україну: репортаж із зашморгом на серці / Володимир Черняк. — Л.: СПОЛОМ, 2012. — 120 с. — ISBN 978-966-665-726-1.
- Підприємництво в Україні: від витоків до сьогодення: Монографія / О. Пиріг, Д. Черняк. — К.: «УкрДрук», 2011. — 198 с.
- Актуалітети політики розвитку / Т. Ковальчук, В. Черняк, В. Шевчук. — К.: Знання, 2009. — 326 с.
- Українська афористика Х-ХХ ст. / упоряд. Р. Коваль та ін.; заг. ред. І. Драч, В. Черняк. — К.: Просвіта, 2001. — 320 с. — (Класика світової афористики; т.1). ISBN 966-7551-39-3.
- Приватизація в Чехії і Словаччині: 1990—1994 / В. Л. Ревенко, В. К. Черняк, И. В. Науменко. — К.: Скарбниця, 1995. — 190 с.
- Перший шлях: Досвід приватизації в Чехії та уроки для України / В. Л. Ревенко, В. К. Черняк, И. В. Науменко, С. М. Правденко, О. Л. Барабаш. — К.: [б.в.], 1994. — 312 с.